# Ouled Sidi Mihoub
Ouled Sidi Mihoub è un comune dell'Algeria, situato nella provincia di Relizane.